# Едикула
Едикулата (на латински: Aedicula) е термин, използван от различни култури в продължение на 2000 години. През вековете е променял значението си и в резултат на това днес има няколко варианта, по които се използва думата. Едикулата придобива голямо значение в елинистичната и римската архитектура.
- Първото значение се отнася за плитка ниша, обрамчена с колони или пиластри, стъпили върху постамент, и увенчана с триъгълен фронтон.[3] В наши дни терминът се използва най-често именно с това си значение.[4] В храмовете, жилищата и обществените сгради на Древна Гърция е използвана като ниша за влагането на изображения на различни богове.[3]
- В бита често се употребява при оформлението на надгробни паметници, където са поставяни портретни изображения на мъртвите, представени в релеф или чрез статуи.[3]
- В Римската империя едикулите са малки, самостоятелни култови постройки, само от едно помещение. Имат декоративен или представителен характер.[3]

## Древна Гърция
В Древна Гърция терминът се употребява за архитектурното оформление на ниши или прозорци, които са обрамчени от двете си страни от колони или пиластри, опиращи се на основа, често стъпаловидна, и увенчани с фронтон. Използва се и за запазване на човешкия мащаб в религиозни сгради, които са умишлено уголемени, за да се изрази свръхчовешкия характер на бог.
Традиционната едикула се състои от подиум, две колони, фасада, корниз и фронтон. Главната идея е в нея да се разположи статуя или изображение, обикновено на някой бог. Основното ѝ предназначение е да подчертаят важността на образа на божеството. В резултат на това те обикновено остават отворени от трите си страни, вместо да бъдат оградени. Едикулите украсяват интериора и фасадите на храмове, жилищни и обществени сгради. Когато е използвана при оформлението на надгробен паметник, на нея обикновено се поставя урна, или релеф с образа на починалия.
И днес се срещат неголеми ниши, приличащи много на едикули, които се наричат наискоси. Те обаче са само художествено-декоративни паметници в културата на Древна Гърция и се използват изключително с религиозна цел.

## Римска империя
В Римската империя едикулата има три значения. Терминът се използва за малка, култова постройка от типа на параклисите. Храмовете в тази епоха са огромни и внушителни, но наред с тях се изграждат и малки храмове като светилища, в които се помещават статуи или изображения на божества. Често едикулата е построена като част от по-голяма структура. Тъй като римляните са приемали, че техните божества биха могли да обитават статуите си, тези светилища буквално се приемат като домове на боговете.
Така се нарича и свещеният домашен ъгъл, където са поставени неголеми по размер олтари за ларите и пенатите, които покровителстват семейството и домашното огнище.
За едикула се приема и плитката ниша в значително по-големите по размер храмове. Също както в Древна Гърция, фасадата ѝ се опира на пиедестал, обрамчена е от двете страни с колони и на върха си завършва с фронтон. В римската архитектура тя се използва повсеместно, украсява обществени места, триумфални арки, храмове, градските врати и т.н.

## Средновековие
Едикулите придобиват нова известност първо само в романските страни, а по-късно се появяват и при готическата архитектура. През Романтизма се срещат при църквите на много места из Ломбардия, Бургундия, Нормандия, Прованс, Англия и други.
През Средните векове употребата на едикули се разширява и те стават почти двуизмерни, като се прилагат във вид на рамки около врати и прозорци, с цел при отварянето да им се предаде някакво церемониално значение.
От епохата на Ренесанса се разпространяват из цяла Европа. Започват да се употребяват по този начин толкова бързо и повсеместно, появяват се по толкова много врати и прозорци, че скоро се превръщат в една банална, ежедневна декоративна черта. С тези си функции се срещат отново при Италианския ренесанс и от края на 16 век се използват стотици и хиляди пъти във всички европейски страни.
Синоним на едикулата в православието е терминът кувуклия. Във Византийската империя върху множество мозайки се срещат изображенията на едикули, например в Солун и Дамаск.

## Съвременност
Днес едикули могат да се срещнат като надгробни паметници в някои стари католически гробищните паркове. Най-известна е едикулата в Йерусалим, намираща се в центъра на ротондата на храма „Възкресение Господне“, в която е поместен Божи гроб.

## Примери за едикули
Традиционната форма на едикула може да се види в погребаните под лавата на Везувий градове Помпей и Херкулан. В повечето домове на тези градове има ларариум, обикновено оформен като едикула, която е светилище на домашните божества – ларите. Ларариумът често се оформя като малък храм, разположен вътре в римския дом, и съдържа статуя или живописна творба, показваща представата на домакините за къщите на ларите. Макар повечето едикули да са част от по-голяма сграда, в Помпей са намерени и някои, които са свободно стоящи и поставени на обществени места.
Храмът на Бакхус в Баалбек, дава представа за два от начините, по които се ползва едикулата. Във вътрешността е изградена като малко помещение с функциите на адитон, така че напомня за „храм в храма“. Освен това е представена и като ниша за поместване на статуи – и в адитона и извън него.
Едикулите с функции на параклис са малки структури, прикрепени към външната част на сграда, или изпъкващи край главните пътеки в интериора. Добър пример за това е Библиотеката на Целс в Ефес – римска сграда в днешна Турция. На предната част на сградата са поставени три врати, а от двете страни на всеки вход има по една едикула, съдържаща статуя. Това са четири женски скулптури, символизиращи мъдростта, добродетелта, мисълта и познанието. Фасадата на всяка едикула е обрамчена с по две свободностоящи колони, които поддържат в горната си част подобие на храмов антаблеман. Това е чудесен пример за илюстрация на външна фасада, на която са оформени мини храмове към обожествените персонификации.
Вътрешността на Римския пантеон, посветен на много богове, е осеяна с ниши, всяка от които първоначално съдържа статуя на римско божество. Някои са оформени като едикули, с колони и фронтони, каквито чисто се срещат в католическите църкви. Тази практика предполага в едикулата да се помещават както образи, така и гробници на светци. Всъщност, дори самият Пантеон е преустроен в католически храм.
Базиликата „Свети Петър“ във Ватикана е построена над гроба на апостол Петър, приеман за първия епископ на Рим и пръв римски папа. Гробът е бил отбелязан с надгробна едикула през 166 – 170 г. През последните години от живота си, Константин I Велики построява около нея огромната базилика.

## България
От разрушените, разпръснати в трите помещения на Свещарската гробница детайли, е реконструирана почти изцяло гробна едикула, оформена от две правоъгълни колони, увенчани с изящни капители, корниз и фронтон. Фронтонът е оцветен в червено и на тимпана му е изобразена главата на медуза. На фасадата ѝ е изобразен конник, който получава златен венец от богиня, следвана от религиозна процесия. Едикулата е била затворена с три каменни врати, имитиращи украса на дървени порти. Към нейната декорация принадлежат може би и двете каменни статуетки на млади жени, които са могли да служат като акротерии. Едикулата е прикривала голямо каменно легло, като е достигала до корниза, отделящ антаблемана от свода.
Върху две емисии монети, отсечени при управлението на Гордиан ІІІ (238 – 244) са намерени единствените, достигнали до наши дни, изображения на храма на Великия бог Дарзалас в Одесос. На тях са изобразени две различни култови постройки с еднотипни статуи на Великия бог. Възможно е да не става въпрос за два, а само за един храм с едикула в него. На монетите от по-ранната емисия (238 – 241), се вижда едикула със същата статуя на Дарзалас между колоните. Предполага се, че тя е била изградена през първата половина на 3 век, вероятно през управлението на Каракала. Великият бог е изобразен прав, с калатус на главата, рог на изобилието в лявата ръка и патера в дясната. До него има горящ жертвеник. Стъпил е върху подиума на едикулата с пет стъпала. Над нея има двускатен покрив с триъгълен фронтон, носен от четири колони с римско-коринтски или композитни капители. На покрива се виждат акротерии и два антефикса. Тимпанът на фронтона е украсен с копие и щит. Тази украса за фронтон на храмове и едикули е много разпространена в Тракия през Римската епоха.
През 2007 г. в Балчик, там където вероятно е била агората на античния Дионисополис, е открит добре запазен антов храм на Кибела, Великата фригийска майка на боговете. Изграден е през елинистичната епоха и функционира до края на 4 век. Вътре, точно срещу входа, е имало едикула, в която се е намирала статуята на богинята. Открит е подиума ѝ с три стъпала, части от полуколоните с канелюри, части от капителите и почти целия фронтон на едикулата, украсен с бюст на Хелиос между главите на четири коня.
- Ларариум в Помпей
- Гробна едикула във Верона, Пиаца Сант Анастасия, Италия
- Барокова, свободно стояща едикула в Словения
- Едикула в Познан, Полша
- Едикула при врата, Виена
- Едикула на Божи гроб, Йерусалим